# Move That Dope
Move That Dope è un singolo del rapper statunitense Future, pubblicato il 6 febbraio 2014 come secondo estratto del secondo album in studio Honest. La traccia contiene la collaborazione di Pharrell Williams, Pusha T e Casino.

## Video musicale
Esattamente un mese dopo l'uscita del singolo viene pubblicato il suo video musicale, che contiene alcuni cameo di personaggi illustri della scena hip hop del momento, come Tyler, the Creator, Schoolboy Q, Mike Will Made It e Wiz Khalifa.

## Classifiche
| Classifica (2014) | Posizione massima |
| ----------------- | ----------------- |
| Belgio (Fiandre)  | 42                |
| Stati Uniti       | 46                |